# Jakob Karl Burckhardt
Jakob Karl Burckhardt (* 25. Juni 1913 in Basel; † 5. Dezember 1996 in Zürich) war ein Schweizer Diplomat und Chefbeamter in den Bereichen Atompolitik und Bildungspolitik.

## Familie
Jakob Burckhardt stammt aus dem Basler Patriziergeschlecht Burckhardt. Sein Vater Karl August Burckhardt war Architekt. Er besuchte die Schulen in Basel und das Gymnasium im Internat Schloss Glarisegg. Nach dem Studium der Rechtswissenschaften in Basel und München promovierte er 1937 an der Universität Basel zum Dr. iur. Er war Mitglied der Zofingia.
1943 heiratete Jakob Burckhardt Lucie Gansser. Brüder waren der Mäzen Dieter Burckhardt (1914–1991) und der Architekt Martin Burckhardt (1921–2007).

## Dienst
Während des Zweiten Weltkrieges hatte Jakob Burckhardt im Aktivdienst den Rang eines Oberleutnants inne.
1940 trat Burckhardt in den diplomatischen Dienst ein. Ab 1942 war er Legationsattaché, später Legationssekretär für die Schweizerische Eidgenossenschaft in Prag (1945–48) und Oslo (1948–50). Ab 1951 diente er in Stockholm (1953 als Legationsrat) und 1954–56 als Legationsrat in Rom. 1956 kam er zurück in die Schweiz, wo ihn Bundesrat Max Petitpierre zum Delegierten des schweizerischen Bundesrats für atomare Fragen in verschiedenen nationalen und internationalen Organisationen ernannte (bis 1961). In dieser Funktion war er insbesondere am Vollzug des Bundesgesetz über Atomenergie beteiligt.
Ab 1961 leitete Jakob Burckhardt die Abteilung für internationale Organisationen im Eidgenössischen Politischen Departement. Von 1966 bis 1978 präsidierte er den schweizerischen Schulrat, das Aufsichts- und Verwaltungsgremium der Eidgenössischen Technischen Hochschule Zürich. Während seiner Amtszeit war er insbesondere an der Übernahme der École polytechnique fédérale de Lausanne durch die Eidgenossenschaft sowie am Ausbau der ETH Zürich beteiligt.
Von 1975 bis 1982 sass Jakob Burckhardt im Exekutivrat im Internationalen Komitee vom Roten Kreuz (IKRK).